# Incshon Munak Stadion
Az Incshon Munak Stadion egy többfunkciós sportlétesítmény Incshonban, Dél-Koreában. Először Incshon Munak Stadion Világbajnoki Stadion volt a neve, de később megváltoztatták. Eredetileg a 2002-es labdarúgó-világbajnokságra épült, három csoportmérkőzést rendeztek itt. Befogadóképessége 49084 fő. 2004 és 2011 között az Incshon United otthonának számított. A labdarúgó mellett baseball mérkőzéseknek is otthont ad a létesítmény. 

## Események

### 2002-es labdarúgó-világbajnokság
| Dátum            | Pályaválasztó | Eredmény | Vendég        | Forduló   |
| ---------------- | ------------- | -------- | ------------- | --------- |
| 2002. június 9.  | Costa Rica    | 1 – 1    | Törökország   | C csoport |
| 2002. június 11. | Dánia         | 2 – 0    | Franciaország | A csoport |
| 2002. június 14. | Portugália    | 0 – 1    | Dél-Korea     | D csoport |